# バラウル (恐竜)
バラウル（学名：Balaur）は、後期白亜紀に現在のルーマニアに生息した獣脚類の恐竜の属。模式種バラウル・ボンドックのみが知られている。属名はルーマニアの民話に登場するドラゴンであるバラウルにちなむ。種小名の「ボンドック」は「がっしりとした」という意味で、バラウル・ボンドックはルーマニア語で「頑丈なドラゴン」という意味になる。これはバラウルの筋組織が現生鳥類と比較して発達していることを反映している。バラウルは2010年8月に研究者らにより記載され、タイプ標本を含む2つの部分的な標本から知られる。
バラウルの化石はハツェグ島と呼ばれる白亜紀のルーマニアの一部から発見された。ハツェグ島は一般に「矮小恐竜の島」として言及され、海水面が高くヨーロッパの大部分が熱帯または亜熱帯であった約7000万年前にはテチス海のヨーロッパ列島をなしていた。化石の初期の研究ではバラウルはヴェロキラプトルを含む小型のドロマエオサウルス科に分類されたが、その後の系統解析でバラウルは現生鳥類を含むグループである鳥群の基盤的な位置に置かれた。他の初期の原鳥類とは異なり、1つだけでなく2つの収納可能な巨大な鎌状の鉤爪が両足にそれぞれ備わっており、関連する種よりも四肢が短く重かった。矮小化した竜脚類であるマジャーロサウルスなどハツェグ島の他の恐竜と同様に、バラウルの奇妙な特徴は島という生息地が進化に影響を与えたことを示していると主張されている。

## 記載

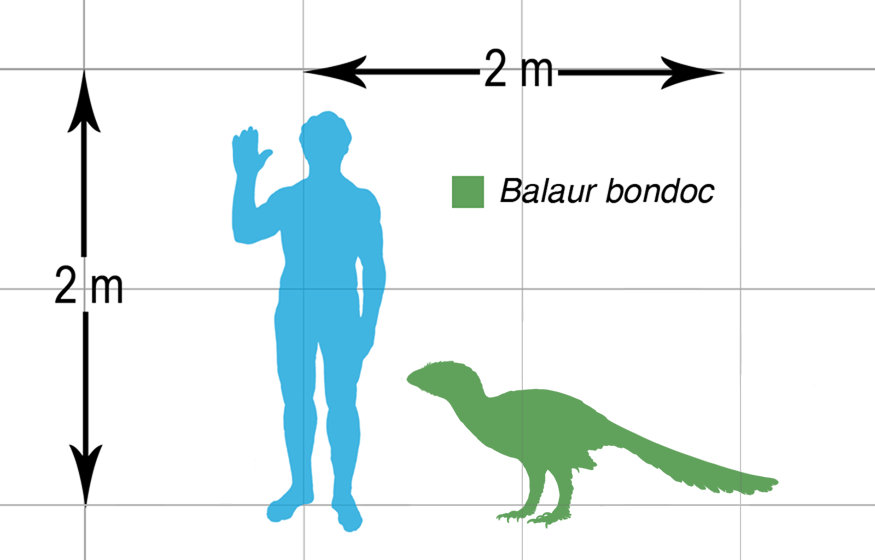
バラウル・ボンドックとヒトの大きさ比較

バラウルは約7000万年前の白亜紀後期マーストリヒチアンに生息したと推定されている獣脚類の恐竜であり、バラウル・ボンドックただ1種を含む。本種の骨は基盤的原鳥類と比較して短く重い。大半の初期の原鳥類は格納されて地面から離れる第2指にシックルクロー（鎌状の鉤爪）を1つ持つが、バラウルには格納可能なシックルクローが両足の第1指と第2指に備わっていた。この奇妙な足に加え、白亜紀後期のヨーロッパから出土したほぼ完全な獣脚類の化石であるという点でバラウルのタイプ標本は特異的である。バラウルには数多くの固有派生形質があり、第3指が未発達の趾骨から形成され縮小しておそらく関節を失っていることが含まれる。
ルーマニアのセベシュ層の氾濫原にあたる泥岩から部分的な骨格が発見されている。この標本は多様な椎骨からなり、肩帯と腰帯および四肢の大部分も含まれる。白亜紀後期のヨーロッパから産出した、ほどよく完全で保存状態の良い初めての獣脚類である。

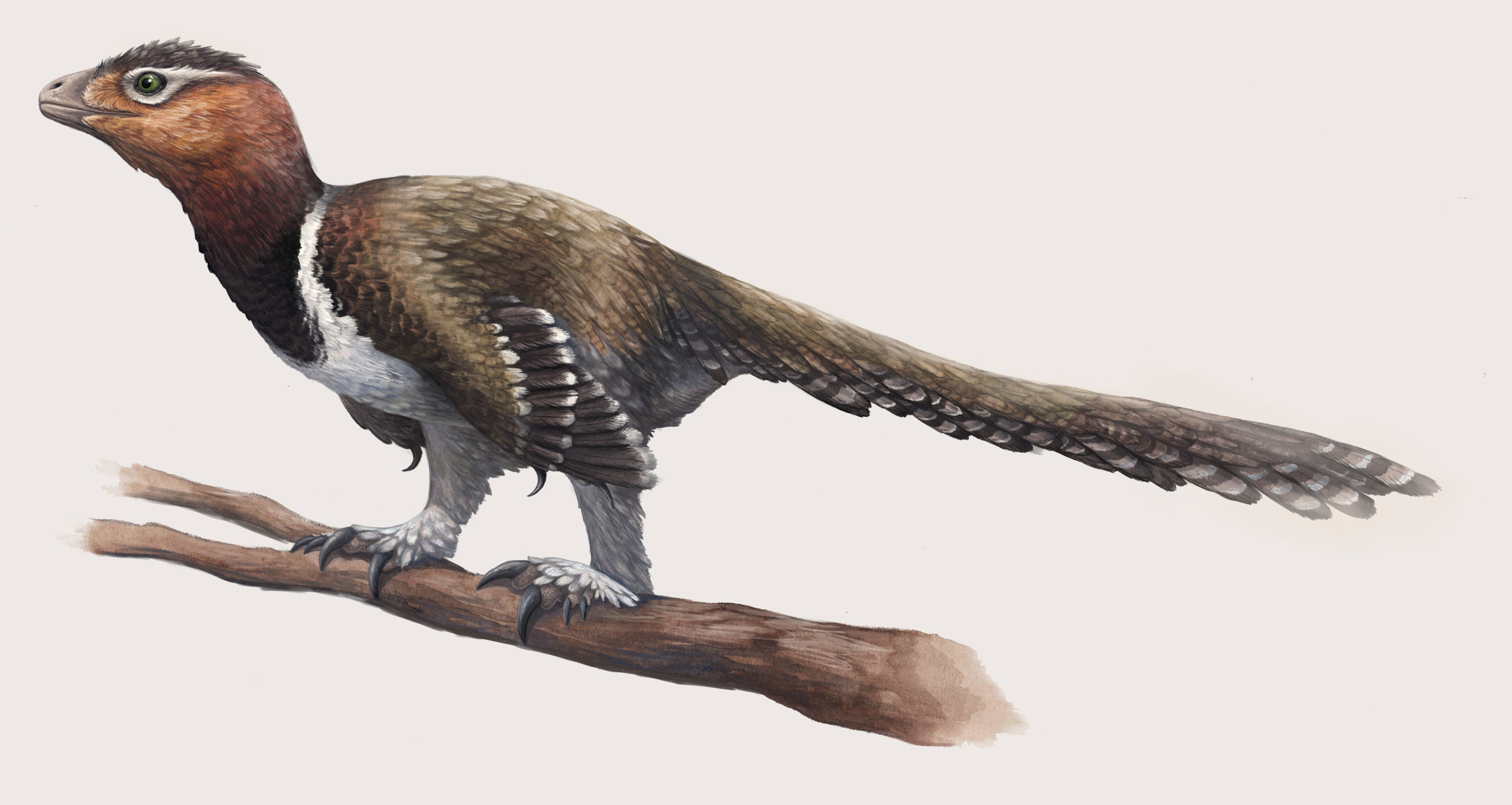
鳥群として復元されたバラウル

バラウルの体格はヴェロキラプトルに近く、発見された骨格要素から全長1.8 - 2.1メートルであると示唆されている。バラウルは自重を支えるために機能的な第1指が再度進化しており、異常なまでに巨大な鉤爪が存在した。バラウルの脚は短く頑丈であり、骨盤の筋肉の附随部分は大きく、これらはバラウルが速度よりもむしろ力に適応していたことを示唆している。こうした頑強な脚とシックル・クローは、獲物を強く捕らえる働きがあった可能性がある。Csiki らは、「島を生息地とする分類群において発達した異様な形態のドラマチックな例」としてこの「新たなボディプラン」を記載している。頑丈な足の例として、中足骨の長さが幅の2倍しかないこと、中足骨の幅が後肢の1.5倍広いことが挙げられ、この両方の比率が獣脚類には特異的である。バラウルの骨格はまた四肢の骨の広範な癒合も示唆している。手首の骨と中手骨が癒合して腕掌骨をなし、骨盤の骨も癒合している。脹脛の骨である脛骨と足首の上の骨が癒合して脛足根骨を形成し、足首の下の骨と中足骨が癒合して足根中足骨を形成する。癒合の度合いは鳥類およびその直接的な親類である鳥群に典型的である。

## 発見と命名

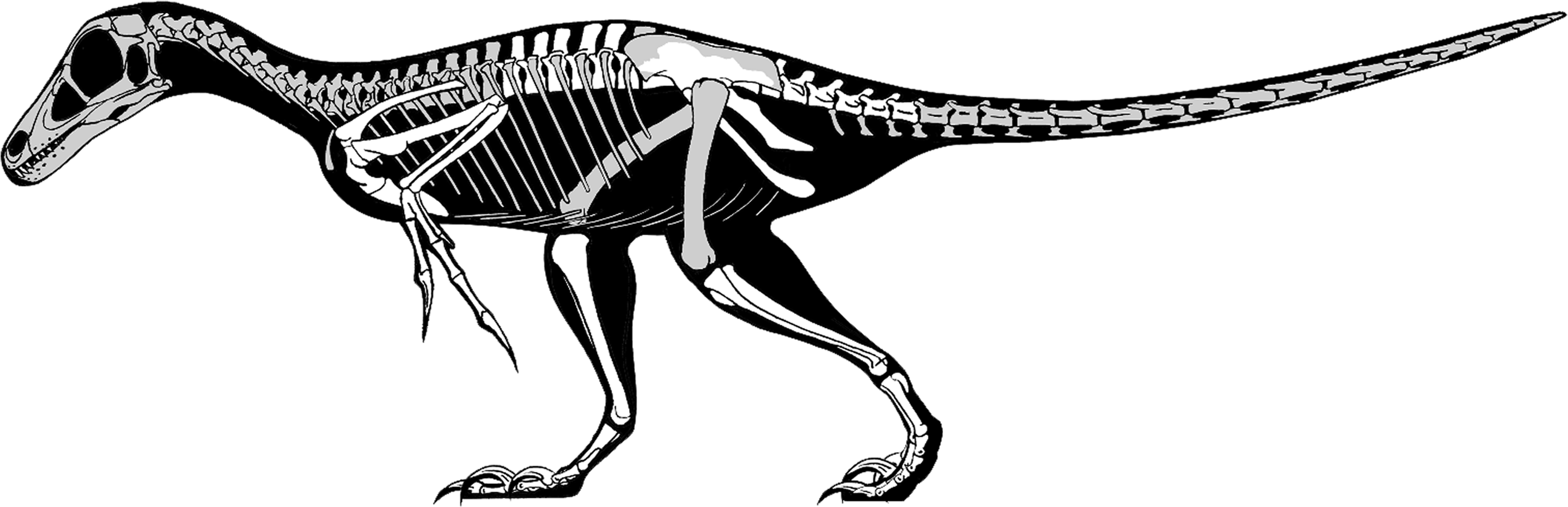
発見部位を白色で示す骨格復元

バラウル・ボンドックに属する最初の小さな骨は前肢の6つの要素からなる。FGGUB R. 1580 - 1585 と命名された一連の標本は Dan Grigorescu が1997年に発見したが、腕の形態が珍しいものであったため科学者が適切に組み立てられず、オヴィラプトロサウルス類の遺骸として誤解された。最初の部分的な骨格は2009年9月にルーマニアのセベシュの約2.5キロメートル北方で発見され、マーストリヒチアン前期にあたるセベシュ層のセベシュ川沿いに位置し、予備的なフィールドナンバー SbG/A-Sk1 を与えられた。後にホロタイプに指定され EME VP.313 の番号が与えられた。トランシルバニア博物館の地理学者兼古生物学者 Mátyás Vremir が発見し、ブカレスト大学のZoltán Csiki に解析を送った。この発見は米国科学アカデミー紀要で2010年8月31日に記載された。1997年の標本はホロタイプよりも45%長い個体を示しており、ホロタイプよりも新しい地層で発見されている。
属名の Balaur はルーマニアの民話でドラゴンを意味するルーマニアの言葉に由来し、種小名のボンドックは小さく頑丈であることを反映する。民話のバラウルも有翼の空飛ぶドラゴンと伝わるため、バラウル属が鳥類に近縁であることが暗示されている。ボンドックという種小名が選ばれたもう1つの理由は、発見者がトルコ語で「小さな球」を意味する bunduk から派生した単語を選ぶことでバラウルの祖先がアジアに起源を持つことを示唆させようとしたためである。

## 分類

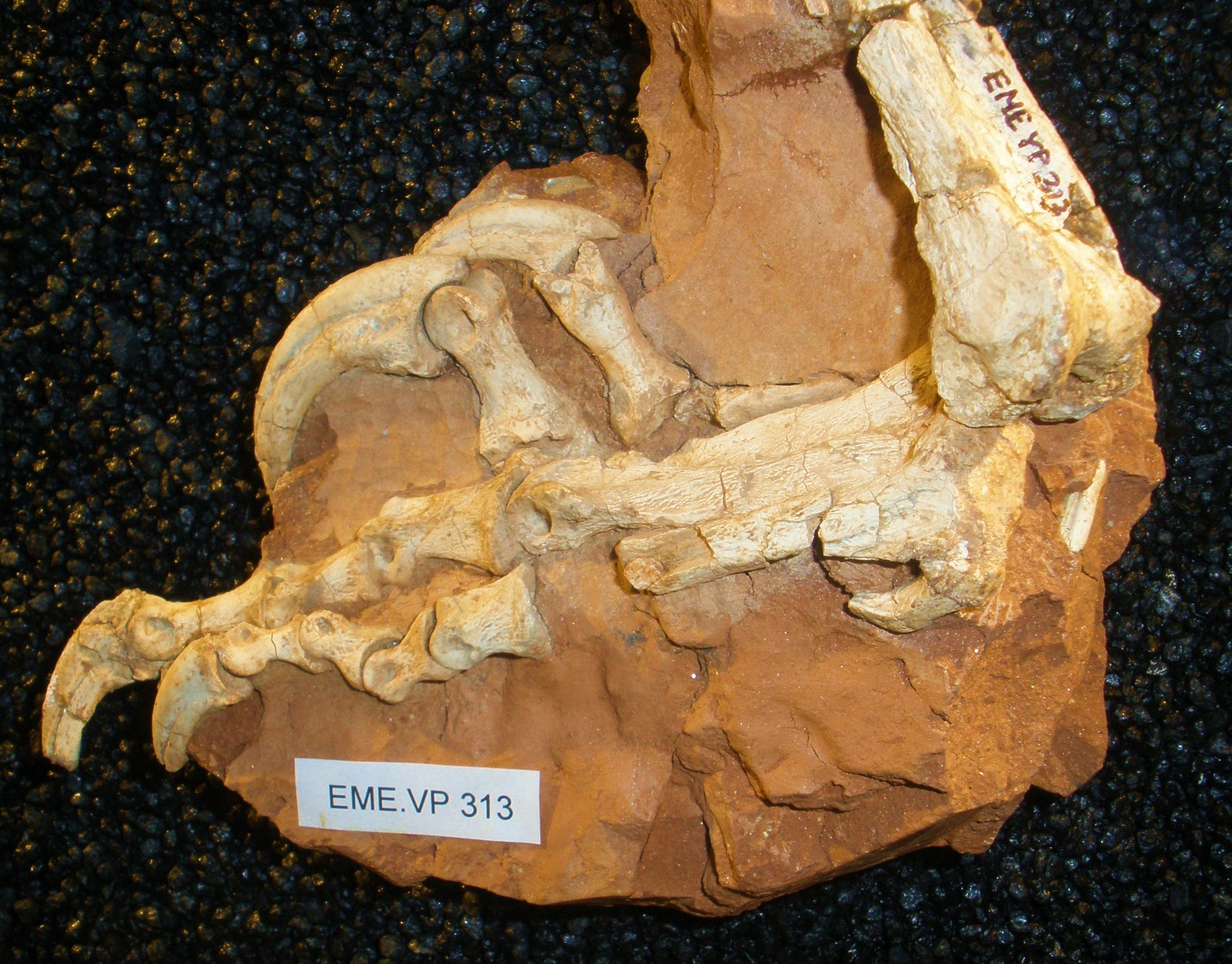
ホロタイプの左足

他の鳥類に似た恐竜や初期の鳥類に関連するバラウルの位置づけを決定することは難しい。当初の系統解析でバラウル・ボンドックはアジア本土のドロマエオサウルス科であるヴェロキラプトル・モンゴリエンシスに近縁とされた。ブルサッテらによる2013年の研究では同じデータの修正版が用いられ、バラウルがドロマエオサウルス科のディノニクスとアダサウルスに未解決の密接な関係にあることが判明した。ディノニクスとヴェロキラプトルの共通祖先よりも前に枝分かれしたとする説や、ヴェロキラプトルに最も近縁であり、その次にアダサウルスと近縁であるとする説がある。
さらに新しい解析では異なる解剖学的データが用いられ、バラウルがドロマエオサウルス科に位置付けられることに疑問が呈された。多様なコエルロサウルス類を含む2013年の大規模解析により、バラウルはドロマエオサウルス科ではなく基盤的な鳥群であり、ジェホロルニス形類よりも鳥類に近縁だがオムニヴォロプテリクス形類よりも基盤的であることが判明した。2014年に公開された研究ではバラウルはパイゴスティル類の姉妹群であると判明した。最初のデータ（バラウルをドロマエオサウルス科に分類したデータ）の拡張版を用いた別個の解析が同年に発表され、同様の結論が導かれた。2015年には研究者アンドレア・カウとトム・ブロウハムおよびダレン・ナイシュがどの獣脚類恐竜がバラウルに近縁であるか明確にするための研究を発表した。彼らの解析ではバラウルがドロマエオサウルス科である可能性を完全には排除しなかったが、複数の重要な鳥類型の特徴に基づいて非パイゴスティル類の鳥群に分類される可能性が高いとした。推定された特異的な形質は実際には鳥群の動物には普通の形質であった。典型的な鳥類の特徴には、四肢の骨の癒合、機能的な第1指の指先、第2指の鉤爪よりも小さくない第1指の鉤爪、第3指のつま先から2番目の趾骨が長い、第4指の小さな鉤爪、長い第5中足骨が含まれる。本種の骨盤とよく似た特徴をもつエナンティオルニス類が発見されているため、それらとの関連を疑う意見もある。

## 古生物学

### 食性と生態

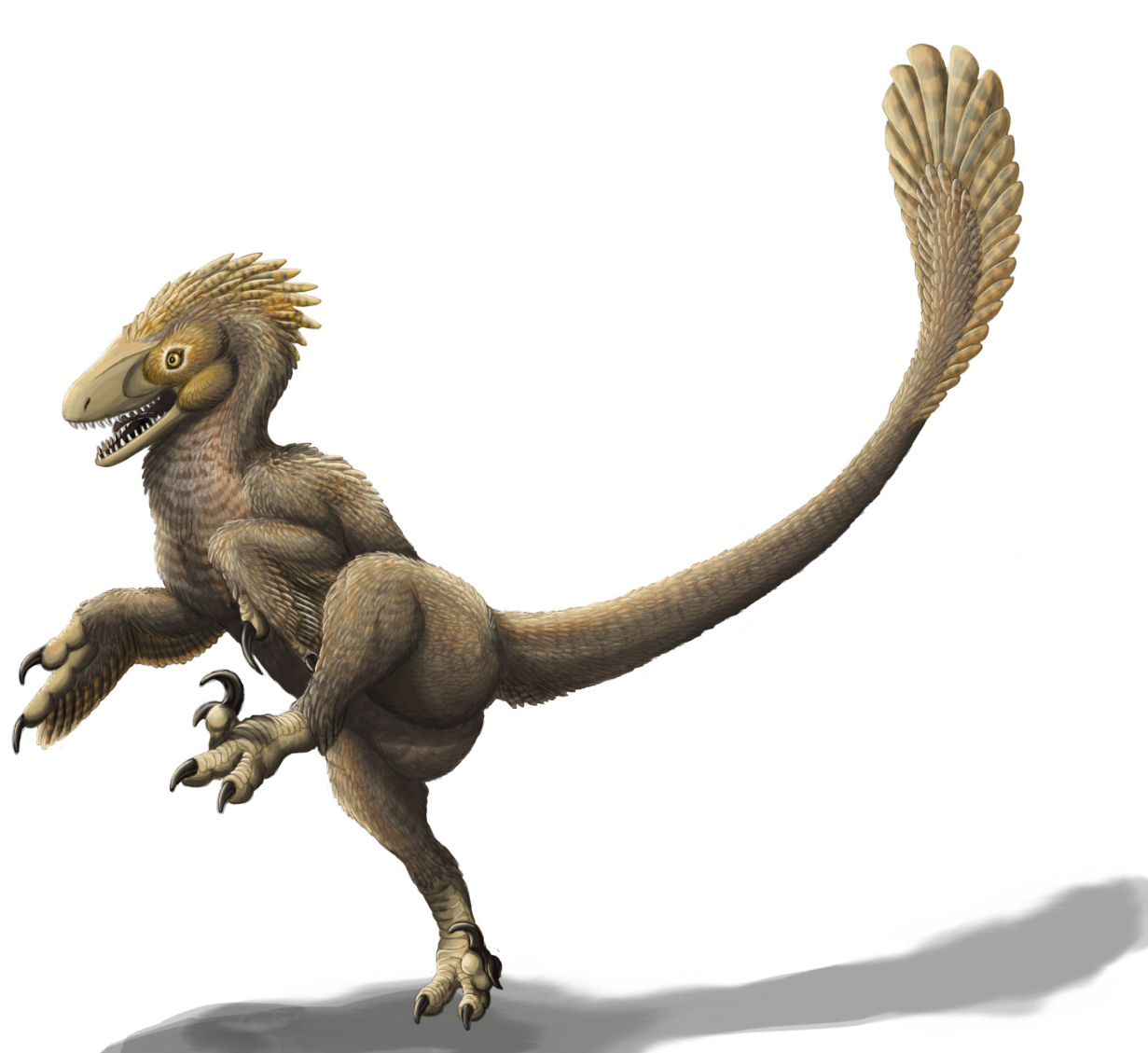
ドロマエオサウルス科としてのバラウルの復元図。当初提案された蹴りの動き

バラウルの行動については理解が進んでいない。頭骨要素を欠いているため、歯の形態からバラウルの食性を決定することは不可能である。原記載ではヴェロキラプトルに近縁とされたため動物食性動物と推定された。より大型の獣脚類の化石がルーマニアから発見されていないため、島という制限された生態系においてバラウルは頂点捕食者であったと Csiki は2010年に推測した。彼はまた、バラウルが後肢の2つのシックルクローを獲物を切り裂くのに用い、前肢の退化はそれらが狩りに用いられなかったことを示唆していると信じた。当初の発見者の1人はバラウルをヴェロキラプトルと比較して「短距離走者というよりはおそらくむしろキックボクサー」と評し、自身よりも大型の獲物を仕留めることが可能であったと提案した。しかしながらデンヴァー・ホウラーらによる後の研究では、バラウルのような原鳥類の足の解剖学的特徴により、彼らが巨大な鉤爪を獲物の保持と地面への固定に用い、原始的な翼で羽ばたき運動を行って獲物の上でバランスを取ったと示唆されている。獲物が疲弊するとバラウルは現代の猛禽類が行うように獲物を生かしたまま捕食した可能性がある。鉤爪の形状から、斬撃に用いるには有効でなかったとみられている。
なお2015年にドロマエオサウルス科のシックルクロウ（鎌状の鉤爪）の断面が詳しく研究され、それによるとシックルクロウは薄い刃物のような構造をしていたため、相手を強烈に切り裂いて十分な致命傷を与えられたとされている。加えて本種との関連が疑われたヴェロキラプトルは、自身の数倍はある体重のプロトケラトプスと刺し違えたまま化石になった“闘争化石”が発見されており（詳細はヴェロキラプトルを参照）、それよりも頑強とされるバラウルが捕食者であれば、その攻撃力は計り知れない。
バラウルの癒合した非常に短い中足骨と巨大な第1指の鉤爪は本当のドロマエオサウルス科の基準から見ても奇妙であり、後の研究とともにバラウルが捕食動物であったことを強固に裏付けている。第3指の縮小は動物食性が弱いことを示す可能性があり、太い第1指は武器というよりも自重の支持への適応と解釈された。
イタリアの古生物学者アンドレア・カウは、バラウルが大半の非鳥類型獣脚類のような動物食性ではなく植物食性または雑食性であることにバラウルの異様な特徴が由来すると推測した。これらの特徴には比較的短く太い四肢や後退角のついた広い恥骨が含まれ、ゆっくりと植物を消化する腸の存在を示唆している。カウはこの食性を「ドードーラプトル」モデルとして言及した。しかし、フォウラーらによりなされた研究の視点から見ると、バラウルの解剖学的特徴はバラウルが捕食動物であるという仮説に近い可能性があるとカウは述べた。こういった前肢の退縮は優れた肉食動物のティラノサウルス類やカルカロドントサウルス類でも広く見られる事である。
2015年にカウらはバラウルの系統学的位置の再検討において生態学を再考し、バラウルが鳥類であればサペオルニスやジェホロルニスといった植物食性であると知られている分類群に統括されるであろうと主張した。これは非超肉食性の生態が極度に倹約的な結論であることを示唆し、植物食性へ特化していたというカウの当初の解釈を支持している。これは第3指の縮小、第2中足骨の下部関節の欠如、適度に湾曲した第2指の鉤爪によっても示唆されている。バラウルの骨盤と足は広く、第1指のつま先が大きく、中足骨の遠位端が広かった。このような特徴は、他の獣脚類では植物食性であるテリジノサウルス科でしか確認されていない。しかし、2020年にはバラウルを含む多数の小型獣脚類の後脚の第三末節骨（爪先の骨）が研究され、その結果バラウルの爪は地面の走行や、獲物への攻撃に使っていた可能性が他のアヴィアラエ類よりも高かったことが示唆された。さらにアヴィアラエ類の代表格ともされるアーケオプテリクスは、その鋭い歯や爪を使って小動物を主食としていたと推測されている。
しかし、バラウルと断定できる頭部が発見されるまで、こういった混乱や議論は続くであろう。一応ハツェグ島（現ルーマニア）からは、ドロマエオサウルス類や小型獣脚類と思しき遊離歯（抜け落ちた歯）が見つかっている。そして同論文からは、ハツェグ島より断片的ながらアベリサウルス類の可能性がある化石も見つかっているとされ、それが正しければアベリサウルス類も頂点捕食者であった可能性がある。

### 島嶼化

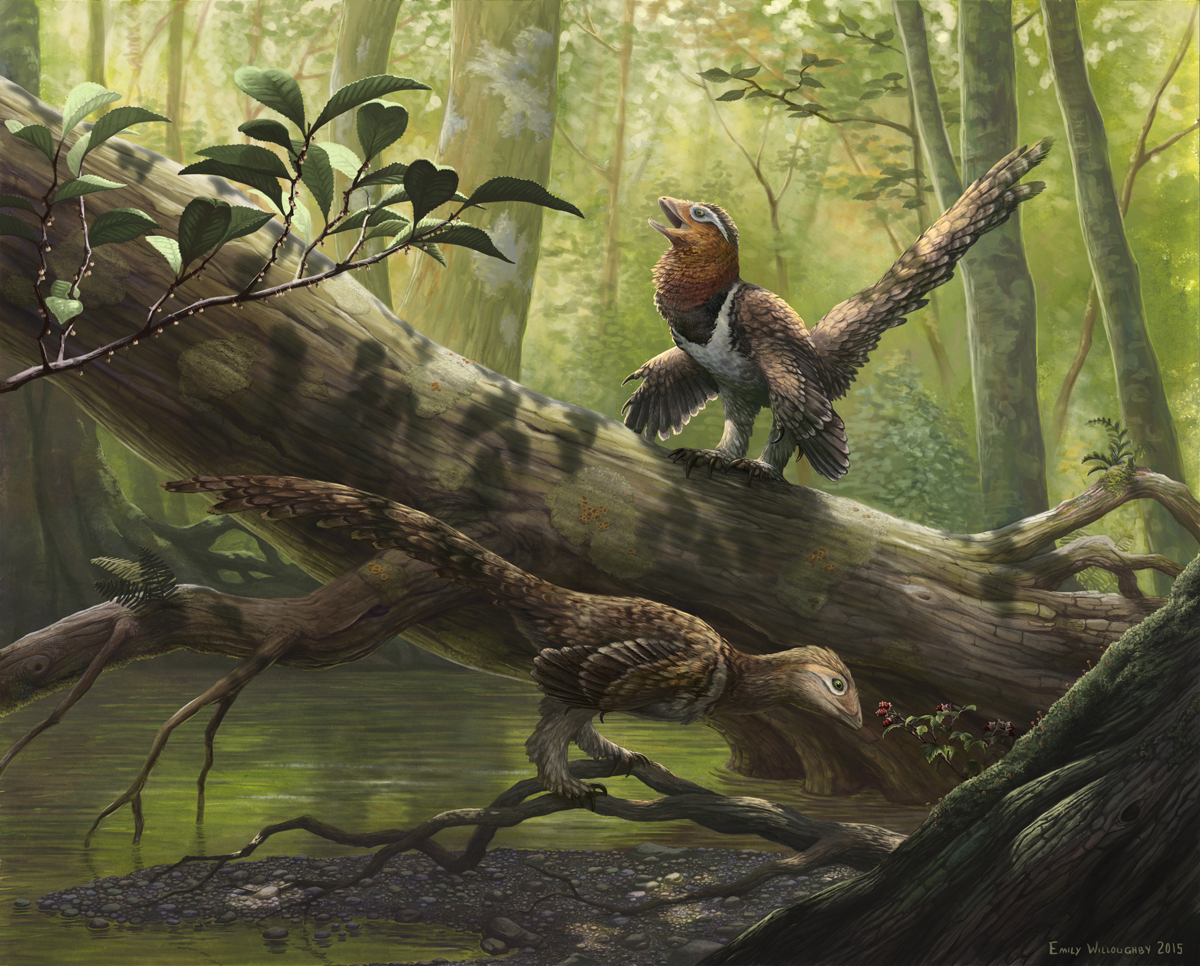
現在のルーマニアである土着のハツェグ島の環境にいるバラウル・ボンドックのつがい

マーストリヒチアンの間はヨーロッパの大部分が島々に分かれており、バラウルの数多くの奇妙な特徴は島嶼化に起因すると考えられ、比較的孤立した状態がこの地域の生物に課せられていた。島に隔離された種は、偶然により遺伝子頻度が変化する遺伝的浮動と、より大きな集団では希釈されやすい突然変異の影響が小さい集団で拡大する創始者効果の影響を受けやすい。島嶼化では本土の大きな種が小型化して小さな種が大型化することが示され、島でこれが効果を発揮することがある。白亜紀のルーマニアでは、小型化した竜脚類などが知られている。2010年にはこの島の影響は比較的最近到達した種の急激な変異によるものとされ、この地域で孤立して数千万年をかけた進化の結果とはみなされなかった。ヴェロキラプトルとの密接な関係が考えられていたということは、ハツェグ島の孤立が絶対的でないと想定していたことを暗示している。
バラウルの頑強性の上昇は、孤立した植物食性哺乳類の平行進化と2010年に比較された。2013年にはバラウルが頑強性を増したことが知られている唯一の島嶼性の動物食性脊椎動物であると主張され、進化した広い足は安定性を向上させる効果があったと示唆された。2015年に鳥群としてバラウルが解釈された際は、他の島の植物食性動物と同様に、飛翔性の鳥類が大型化した子孫であることが示唆された。グレゴリー・ポールが予測したように、二次的にドロマエオサウルス科に似た飛べない鳥へ進化した珍しい例である。